# GJ 9827
GJ 9827 är en ensam stjärna i den södra delen av stjärnbilden Fiskarna. Den har en skenbar magnitud av ca 10,25 och kräver ett teleskop för att kunna observeras. Baserat på parallax enligt Gaia Data Release 2 på ca 33,7 mas, beräknas den befinna sig på ett avstånd på ca 97 ljusår (ca 30 parsek) från solen. Den rör sig bort från solen med en heliocentrisk radialhastighet på ca 27 km/s.

## Egenskaper
GJ 9827 är en orange till gul stjärna i huvudserien av spektralklass K6 V. Den har en massa som är ca 0,59 solmassa, en radie som är ca 0,58 solradie och har ca 0,12 gånger solens utstrålning av energi från dess fotosfär vid en effektiv temperatur av ca 4 300.

## Planetsystem
GJ 9827 har tre transiterande exoplaneter som Keplerteleskopet observerat i en K2-undersökning. I oktober 2017 var det den närmaste stjärnan som upptäckts ha transiterande exoplaneter som hittats av antingen Kepler- eller K2-uppdragen. Planeterna (b, c, d) har radie på 1,62, 1,27 respektive 2,09 gånger jordens och omloppsperiod på 1,209, 3,648 och 6,201 dygn (förhållanden 1:3:5). På grund av dess nära avstånd anses systemet vara ett utmärkt mål för att studera atmosfären kring exoplaneter.
I slutet av 2017 bestämdes massan för alla tre planeterna med hjälp av Planet Finder Spectrograph på Magellan II Telescope. Planet b visade sig vara mycket järnrik, planet c verkar huvudsakligen vara stenig och planet d är en typisk flyktig rik planet. GJ 9827 b noteras som en av de tyngsta planeterna som hittills hittats, med en massa som innehåller cirka ≥50 procent järn.
Mer exakta radialhastighetsmätningar som publicerades i slutet av februari 2018 avslöjade att alla tre planeterna har en lägre densitet än jorden och har en viss mängd flyktiga ämnen i dess komposition. GJ 9827 b och c är huvudsakligen steniga (innehållande mindre än en procent massfraktion av vatten och försumbart helium och väte) med mycket tunn flyktig atmosfär, medan GJ 9827 d är mer besläktad med en Minineptunus. Förlust av uratmosfär bekräftades dock indirekt 2020 då inget helium upptäcktes vid GJ 9827 d. Med en massa på cirka 1,5 jordmassa är GJ 9827 c en av de minst massiva planeterna som upptäckts genom mätning av radiell hastighet. Atmosfärerna för GJ 9827 b och GJ 9827 d upptäcktes inte alls i observationerna 2021.
| Planet | Massa          | Halv storaxel (AE) | Siderisk omloppstid (d) | Excentricitet | Inklination   | Radie            |
| ------ | -------------- | ------------------ | ----------------------- | ------------- | ------------- | ---------------- |
| b      | 4,87 ± 0,37 M🜨 | 0,01866 ± 0,00019  | 1,2089765               | 0             | 88,0 ± 1,1    | 1,529 ± 0,058 R🜨 |
| c      | 1,92 ± 0,49 M🜨 | 0,03896 ± 0,00039  | 3,648096                | 0             | 89,27 ± 0,51  | 1,201 ± 0,046 R🜨 |
| d      | 3,42 ± 0,62 M🜨 | 0,0555 ± 0,00055   | 6,20183                 | 0             | 87,722 ± 0,25 | 1,955 ± 0,075 R🜨 |